# Lubelskie Zimowe Zawody Samolotowe

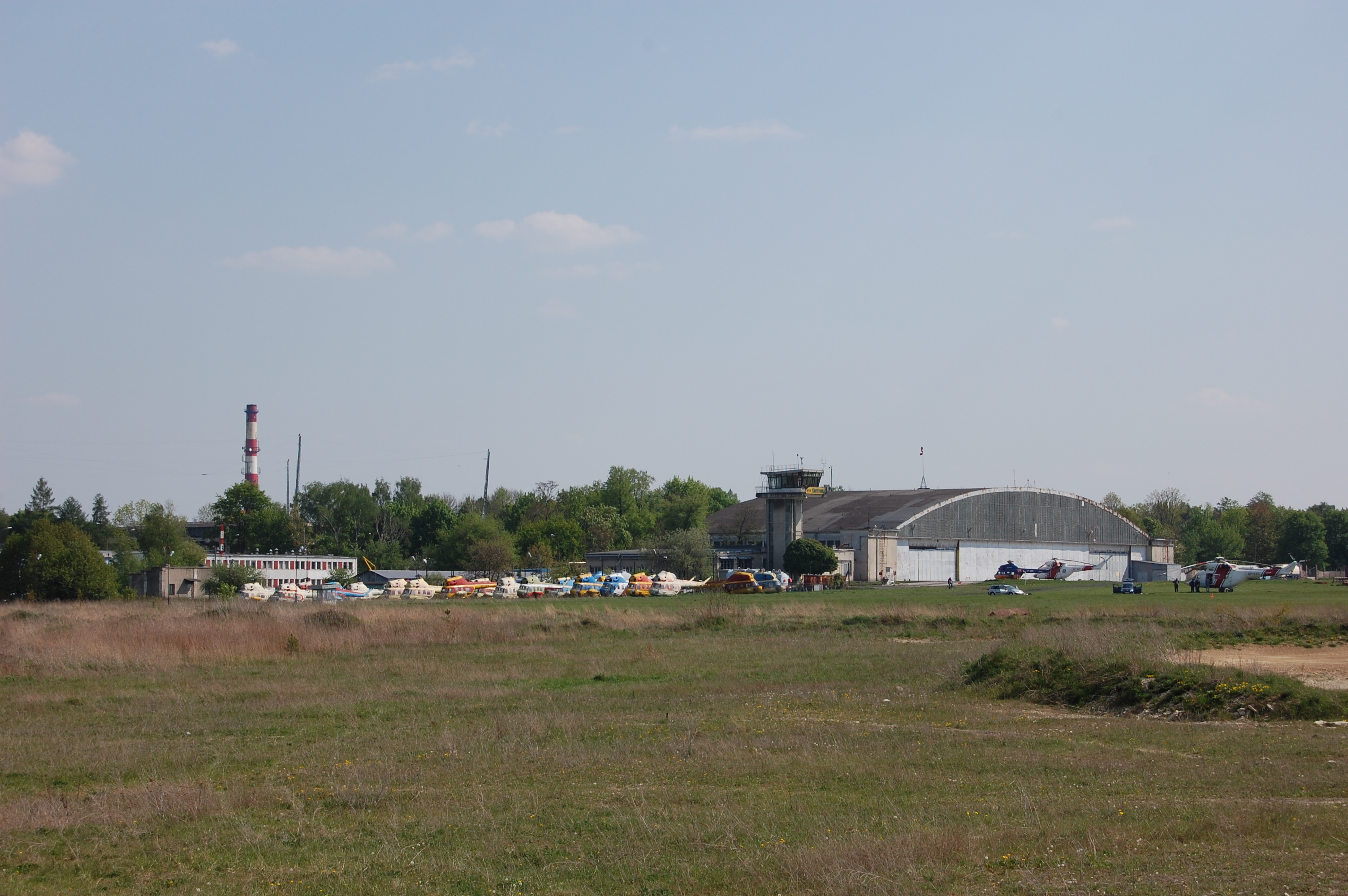
Trawiaste lotnisko w Świdniku

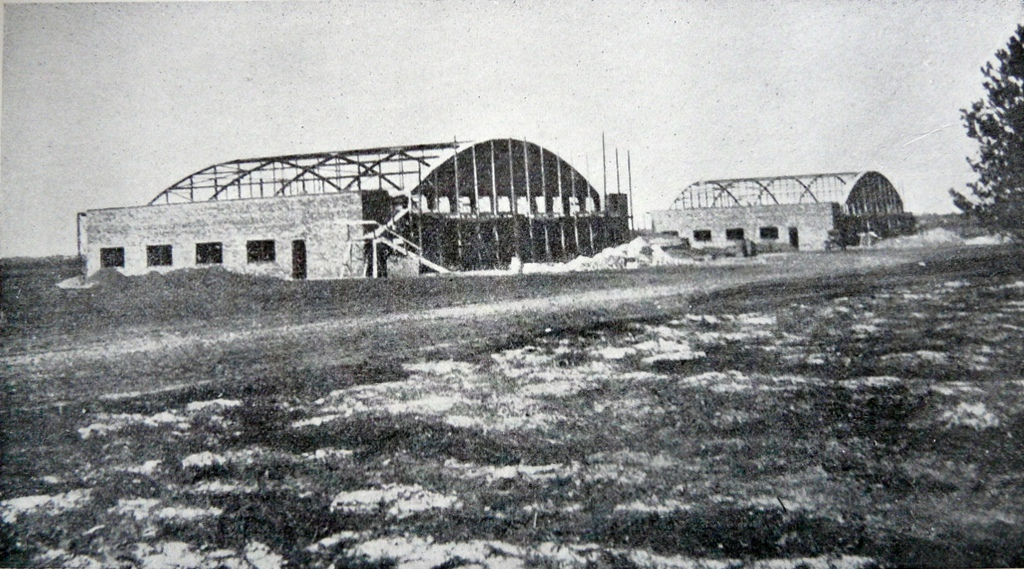
Szkoła pilotów im. Marszałka Śmigłego-Rydza w budowie

Lubelskie Zimowe Zawody Samolotowe – zawody samolotowe o przedwojennej tradycji, po raz pierwszy rozgrywane w roku 1931, jedyne na świecie zimowe zawody samolotowe. Obecnie zawody odbywają się na trawiastym lotnisku w Świdniku koło Lublina oraz na lotnisku w Radawcu.

## Historia
Pierwsze zawody odbyły się pod patronatem Lubelskiego Klubu Lotniczego i Klubu Lotniczego Podlaskiej Wytwórni Samolotów na przełomie stycznia i lutego 1931 roku. Zawody związane są z Zakładami Mechanicznymi E. Plage i T. Laśkiewicz, produkującymi samoloty marki Lublin. Przed II wojną światową zawody odbyły się czterokrotnie: w 1931, 1934, 1938 oraz w 1939 roku; nosiły wówczas nazwę Lubelsko-Podlaskie Zimowe Zawody Lotnicze.
Po wojnie zawody odbyły się po raz pierwszy w 1963, a ich nazwę zmieniono na Lubelskie Zimowe Zawody Samolotowe. Rozgrywane były w Świdniku, na lotnisku w Radawcu i kilkakrotnie w Białej Podlaskiej. W latach 1983–1989 zawody przejściowo nazwano ponownie Lubelsko-Podlaskimi Zimowymi Zawodami Samolotowymi. Po pięcioletniej przerwie w organizowaniu zawodów, wynikłej z braku środków finansowych, zostały wznowione w 1995 roku na lotnisku w Radawcu. Obecnie są one organizowane na przemian z Aeroklubem Świdnik.